# I Hjon-kjong
I Hjon-kjong (* 10. dubna 1973) je bývalá korejská zápasnice-judistka.

## Sportovní kariéra
V jihokorejské reprezentaci se pohybovala od roku 1992 v těžké váze nad 72 (78) kg. Připravovala se na univerzitě v Jonginu. V roce 1996 prohrála olympijskou nominaci na olympijské hry v Atlantě se Son Hjon-mi. Po roce 1998, po změně váhových limitů se na té nejvyšší úrovni přestala prosazovat. V olympijském roce 2000 nepatřila do užšího výběru korejské reprezentace, ale vydržela v ní na korejskou těžkou váhu dlouhých 14 let. V roce 2006 vybojovala nominaci na Asijské hry v Dauhá v disciplíně bez rozdílu vah a obsadila páté místo. Následně ukončila sportovní kariéru. Věnuje se trenérské práci.

## Výsledky

### Váhové kategorie
| Turnaj            | 1993       | 1994       | 1995       | 1996       | 1997       | 1998       | 1999       | 2000       | 2001       | 2002       | 2003       | 2004       | 2005       | 2006       |
| Turnaj            | 20         | 21         | 22         | 23         | 24         | 25         | 26         | 27         | 28         | 29         | 30         | 31         | 32         | 33         |
| Turnaj            | těžká váha | těžká váha | těžká váha | těžká váha | těžká váha | těžká váha | těžká váha | těžká váha | těžká váha | těžká váha | těžká váha | těžká váha | těžká váha | těžká váha |
| ----------------- | ---------- | ---------- | ---------- | ---------- | ---------- | ---------- | ---------- | ---------- | ---------- | ---------- | ---------- | ---------- | ---------- | ---------- |
| Olympijské hry    |            |            |            | —          |            |            |            | —          |            |            |            | —          |            |            |
| Mistrovství světa | —          |            | —          |            | úč.        |            | —          |            | —          |            | —          |            | —          |            |
| Asijské hry       |            | —          |            |            |            | 5.         |            |            |            | —          |            |            |            | —          |
| Mistrovství Asie  | —          |            | 1.         | —          | —          |            | —          | —          | —          |            | —          | —          | —          |            |
| Univerziáda       |            |            | 7.         |            |            |            | 5.         |            | —          |            |            |            |            |            |
| Akademické MS     |            | —          |            | 3.         |            | —          |            | —          |            |            |            |            |            |            |

### Bez rozdílu vah
| Turnaj            | 1993 | 1994 | 1995 | 1996 | 1997 | 1998 | 1999 | 2000 | 2001 | 2002 | 2003 | 2004 | 2005 | 2006 |
| Turnaj            | 20   | 21   | 22   | 23   | 24   | 25   | 26   | 27   | 28   | 29   | 30   | 31   | 32   | 33   |
| ----------------- | ---- | ---- | ---- | ---- | ---- | ---- | ---- | ---- | ---- | ---- | ---- | ---- | ---- | ---- |
| Mistrovství světa | —    |      | 3.   |      | 7.   |      | —    |      | —    |      | —    |      | —    |      |
| Asijské hry       |      | —    |      |      |      | —    |      |      |      | —    |      |      |      | 5.   |
| Mistrovství Asie  | 3.   |      | —    | —    | —    |      | —    | —    | —    |      | —    | —    | —    |      |
| Univerziáda       |      |      | —    |      |      |      | —    |      | —    |      |      |      |      |      |
| Akademické MS     |      | —    |      | 1.   |      | —    |      | —    |      |      |      |      |      |      |